# Шоле — Земли Луары (женский)
Шоле — Земли Луары (фр. Cholet-Pays de Loire Dames) — шоссейная однодневная велогонка, проходившая по территории Франции с 2004 по 2015 год. Являлась женской версией мужской Шоле — Земли Луары.

## История
Гонка была создана в 2004 году и сразу вошла в календарь женского Кубка Франции в котором проводилась на протяжении всей своей истории.
С 2011 года также проводилась в рамках Женского мирового шоссейного календаря UCI.
Маршрут гонки проходил вокруг Шоле в департаменте Мен и Луара. Дистанция гонки представляла собой холмистый круг протяжённостью 30 км преодолеваемый несколько раз. Изначально общая протяжённость гонки была в районе 80 км, с 2011 года она увеличилась и стала составлять почти 120 км.
Рекордсменом с тремя победами стала шведка Эмма Юханссон.

## Призёры
| Год  | Победитель            | Второй                | Третий              |
| ---- | --------------------- | --------------------- | ------------------- |
| 2004 | Элоди Тюффе           | Кэти Монкасен         | Магали Фино-Левье   |
| 2005 | Александра Ранну      | Элоди Тюффе           | Магали Ле Флок      |
| 2006 | Фанни Риберо          | Од Полле              | Паскаль Жёлан       |
| 2007 | Марина Жонатр         | Лоренс Лебуше         | Kata-Liina Normak   |
| 2008 | Магали Мокери         | Магали Ле Флок        | Марина Жонатр       |
| 2009 | Флоранс Жирарде       | Меган Гарнье          | Кристине Маерус     |
| 2010 | Кристель Феррье-Брюно | Кристине Маерус       | Мелани Бравар       |
| 2011 | Эмма Юханссон         | Кристель Феррье-Брюно | Сара Мустонен       |
| 2012 | Одри Кордон           | Паскаль Жёлан         | Эмили Муберг        |
| 2013 | Эмма Юханссон         | Одри Кордон           | Жольен Д'Ор         |
| 2014 | Эмма Юханссон         | Жольен Д'Ор           | Элиза Лонго Боргини |
| 2015 | Одри Кордон           | Амели Риват           | Мириам Бьёрнсруд    |